# Euxoa crimaea
Euxoa crimaea är en fjärilsart som beskrevs av Bang-haas 1906. Euxoa crimaea ingår i släktet Euxoa och familjen nattflyn. Inga underarter finns listade i Catalogue of Life.